# Caietà Mensa
Caietà Mensa (Manresa, 1765 - 1845) fou un organista, mestre de capella i compositor català de finals del segle xviii i la primera meitat del segle xix.
Caietà Mensa ingressà a la capella de música de la Seu de Manresa com a escolà (com a corer, segons la nomenclatura de l'època) el 8 de setembre de 1775 i hi va romandre fins al 3 d'agost de 1777. En aquells moments n'era el mestre de capella Joan Patzí que fou el seu mestre de música no sols durant aquests dos anys sinó, molt probablement, ja abans per tal de preparar-lo. Paral·lelament Raimon Patzí, organista al mateix temple fou el seu mestre d'orgue.
La seva mare, Josepa Grau, natural de Solsona, s'havia casat amb Josep Mensa, manresà, l'any 1748. Tres anys després, el 1751, posava botiga de teles en aquella ciutat, i per fer-ho buscava capital a la comarca del Solsonès. El matrimoni va tenir, com a mínim, un altre fill, Simó.
Caietà Mensa deixà la capella de Manresa per anar a estudiar gramàtica segons diuen les fonts, però no és documentat a on va anar. La següent notícia que es té d'ell correspon a l'any 1783 en què ja era organista de la catedral de Solsona. Possiblement accedí a aquest càrrec per la mort aquell mateix any de Joan Bellús, que havia estat exercint aquest càrrec i el de mestre de capella. De totes maneres, la primera composició datada que es conserva d'ell és de l'any anterior (un responsori de Nadal a sis veus).
Paral·lelament seguí una carrera eclesiàstica; l'any 1786 apareix citat com a diaca i el 1788 com a prevere.
L'any 1791 renuncia al benefici que tenia a l'església de Sant Miquel Arcàngel, de Barcelona, i que havia obtingut en morir l'anterior beneficiat, Ramon (o Raimon) Milà. L'any següent apareix documentat com a mestre de capella de la catedral de Solsona, i el 1795 renuncià al d'organista quan hi entrà a ocupar el càrrec Francesc Balius. Per tant, des de 1792 a 1795 va fer ambdues funcions, cosa poc habitual a les seus episcopals.
L'any 1798 (18 de juliol) apareix de nou com a beneficiat de l'església parroquial de Sant Miquel, de Barcelona (a la Barceloneta) i participa com a examinador en les oposicions a organista d'aquell temple.
El Baró de Maldà dona freqüents notícies de la presència de Mensa a Barcelona entre aquell 1798 i 1805, any en què segons el diari d'aquest noble encara exercia de xantre en aquell temple de la Barceloneta. De totes maneres, tampoc sembla haver deixat el càrrec de Solsona, de manera que cal nova documentació per establir amb exactitud on i com transcorren aquests anys en la vida de Mensa.
A partir del febrer de 1809 va ocupar el càrrec de mestre de capella de la Seu de Manresa, fins a l'any de la seva mort, el 1845. A partir del 1819 en què va obtenir un benefici, va entrar a residir en el cor d'aquell temple. El 1833 ja manifestà la seva voluntat de deixar si més no una part de les seves obligacions atesa la fatiga del mestrat dels nois corers, però el cert és que va continuar en el càrrec dotze anys més. En aquest període van ser molts els nens i nois que van passar per la capella de música que ell dirigia i que el van tenir com a principal i/o primer mestre de cant i de solfeig. El més important d'aquests fou Magí Pontí.
A la seva mort va deixar una part dels seus béns a l'Hospital de la ciutat per la qual cosa el seu retrat va ser col·locat a la sala de protectors. Avui, aquest quadre es troba al Museu Comarcal de Manresa.

## La seva obra[8]
Es conserven unes 70 obres de Caietà Mensa, algunes de les quals (unes 15) són incompletes. Una part d'aquestes obres es conserven en els quadernets de composició que Mensa utilitzava en el seu procés creatiu. En aquests quaderns hi apareixen altres obres que no estan signades però que, atès que figuren en aquests quadernets autògrafs, se li poden atribuir, de forma provisional i a l'espera d'un treball més aprofundit sobre aquest repertori.
Va treballar una gran varietat de gèneres de la música religiosa: responsoris, motets, misses (i un rèquiem), absoltes, passions, cobles, goigs, Salves, Te Deums, rosaris, trissagis, Stabat Mater, etc. Vora 80 d'aquestes obres, corresponents al repertori litúrgic, són amb text en llatí; la resta són majoritàriament en castellà -com s'estil·lava a l'època- mentre que el català es reserva per als goigs i poc més.
Un percentatge important d'aquestes obres són per a les quatre veus habituals: soprano, contralt, tenor i baix. Els acompanyaments més habituals són per a un grup format per oboès, trompes, violins i baix; a voltes també amb fagots. A mesura que va anar avançant el temps va tendir a incorporar les flautes i els clarinets en substitució dels oboès. Les tonalitats que empra es limiten a les que tenen un màxim de 3 alteracions a l'armadura. Algunes de les misses són cícliques, és a dir, utilitzen el mateix material melòdic o similar per a dues o més parts de la missa.
En el cas d'algunes obres, és interessant la comparació de la versió que apareix als quaderns de composició i la que apareix a les particel·les emprades per a la interpretació, en tant que a vegades hi ha canvis. També són rellevants els canvis que -especialment als villancets- venen donats pel fet que una determinada peça havia estat creada per a Solsona i després fou reutilitzada a Manresa, per la qual cosa es canvià el text en funció de la festivitat o advocació que calia celebrar.
Des de tots els punts de vista la seva obra s'inclou dins dels cànons del Classicisme.
La seva música es va continuar interpretant després de la seva mort. Així ho testimonien algun manuscrit datat del 1866, quan ja era mestre de capella de la Seu de Manresa Francesc Escorcell, i el mateix Joaquim Sarret i Arbós que, el 1919, escrivia que algunes de les seves obres es continuaven cantant en aquell temple.